# Environnement au Bénin

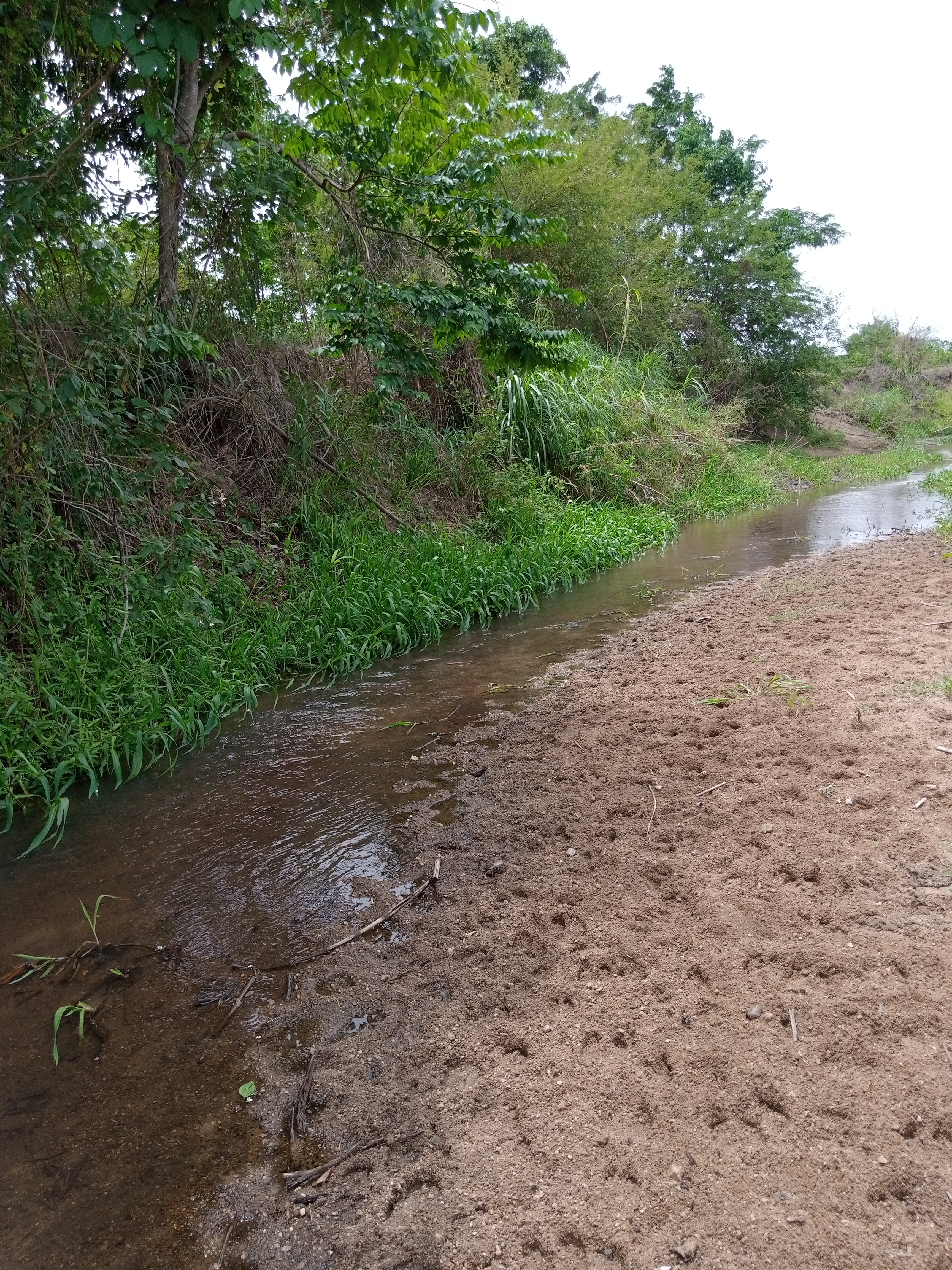
Une rivière dans la ville de Kétou

L’environnement au Bénin désigne l’ensemble des éléments, biotiques ou abiotiques, qui entourent les êtres vivants et dont certains participent directement à la satisfaction de leurs besoins, dans ce pays d’Afrique de l’Ouest. 

## La biodiversité du Bénin

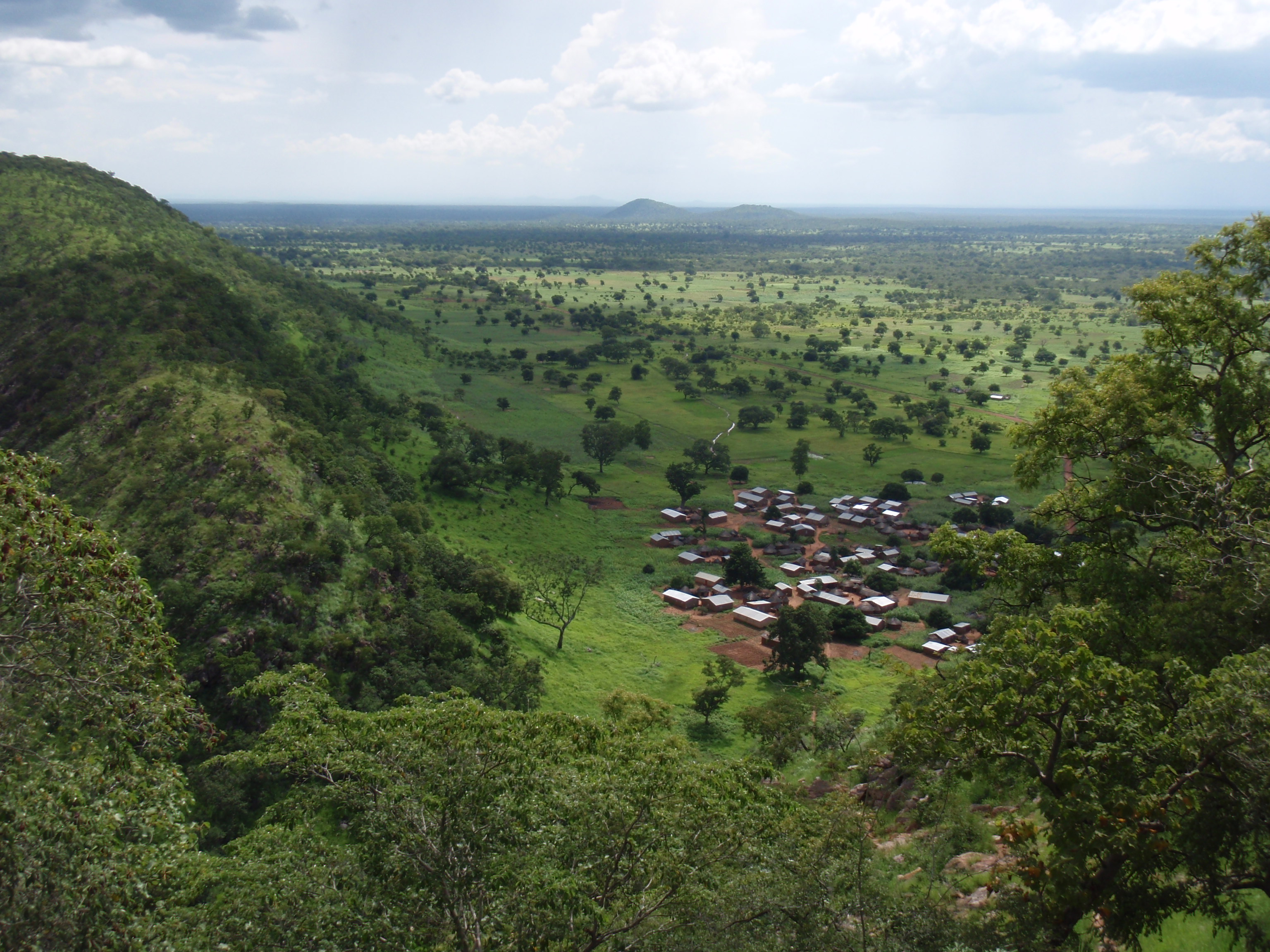
Vue depuis la chaîne de l'Atacora

### Géographie physique et milieux écologiques
D’une forme allongée entre le fleuve Niger au nord et la plaine côtière au sud, le Bénin présente un relief globalement peu accidenté. La partie septentrionale est dominée par des savanes et des massifs semi-arides, notamment la chaîne de l’Atacora, qui s’étend également vers le Togo, le Ghana et le Niger. Le mont Sokbaro (ou Sagbarao), avec ses 800 mètres d’altitude, constitue le point culminant du pays. Au sud, le paysage est marqué par une plaine côtière basse où alternent marécages, lagunes et lacs, tels que la basse vallée de l'Ouémé, la lagune de Porto-Novo et le lac Nokou, vaste zone humide couvrant 91 600 hectares.
Le pays, situé en zone intertropicale, bénéficie d’un climat globalement chaud et humide, marqué par des variations saisonnières et régionales liées à la latitude, au relief et à l’alternance des saisons. On distingue deux grandes zones séparées par le 10e parallèle : au sud, un climat subéquatorial relativement tempéré, et au nord, un climat plus chaud et sec.
En 2024, la couverture forestière du Bénin est estimée à environ 51,15 % du territoire national, soit environ 5,9 millions d’hectares. Cette superficie représente une diminution d'environ 22 % par rapport aux 8,12 millions d’hectares (70,4 % du territoire) recensés en 2007. Cette perte est principalement attribuée à un taux de déforestation annuel d'environ 2,2 %, soit environ 70 000 hectares par an.

### Flore et faune
La flore et la faune du Bénin illustrent la richesse et la diversité de la biodiversité ouest-africaine, marquée par une variété d'écosystèmes allant des savanes du nord aux zones humides du sud. Cette diversité est soutenue par un réseau d'aires protégées, dont le parc national de la Pendjari, inscrit au patrimoine mondial de l'UNESCO, et des forêts classées telles que celle de l'Alibori Supérieur. Ces aires protégées couvrent environ 2,6 millions d'hectares, représentant une part significative de la superficie forestière du pays,.
La flore du Bénin est caractérisée par une diversité végétale remarquable, reflet de sa position géographique et de ses multiples écosystèmes. Le pays abrite environ 3 000 espèces végétales, dont une centaine sont endémiques, principalement concentrées dans les zones forestières du sud et du centre. Par exemple, une nouvelle espèce de palmier, Hyphaene guineensis, a été récemment identifiée à Grand-Popo, près de la frontière avec le Togo. Cette découverte souligne l'importance de la région côtière pour la biodiversité végétale du Bénin.
Le pays compte environ 157 espèces de mammifères, dont deux tiers sont des petits mammifères. Parmi les espèces notables figurent le pangolin, le sitatunga et le crocodile du Nil. Les reptiles sont représentés par environ 103 espèces, incluant des tortues marines comme la tortue verte (Chelonia mydas), la tortue olivâtre (Lepidochelys olivacea) et la tortue luth (Dermochelys coriacea). Les oiseaux, quant à eux, sont au nombre de 603 espèces, dont certaines sont endémiques ou migratrices,. 
Les zones humides du sud du Bénin, telles que les mangroves de Togbin, jouent un rôle crucial pour la faune locale. Ces écosystèmes abritent diverses espèces animales, notamment des poissons, des oiseaux et des reptiles. Des initiatives de conservation, combinant pratiques culturelles locales et efforts communautaires, ont permis d'étendre les mangroves de 94 à 407 hectares depuis 2011, contribuant ainsi à la préservation de la biodiversité faunique.

Le pays est un des 5 derniers où le lion d'Afrique est présent. En 2014, on ne comptabilisait plus que 406 individus dans la région de l’Afrique de l’Ouest.

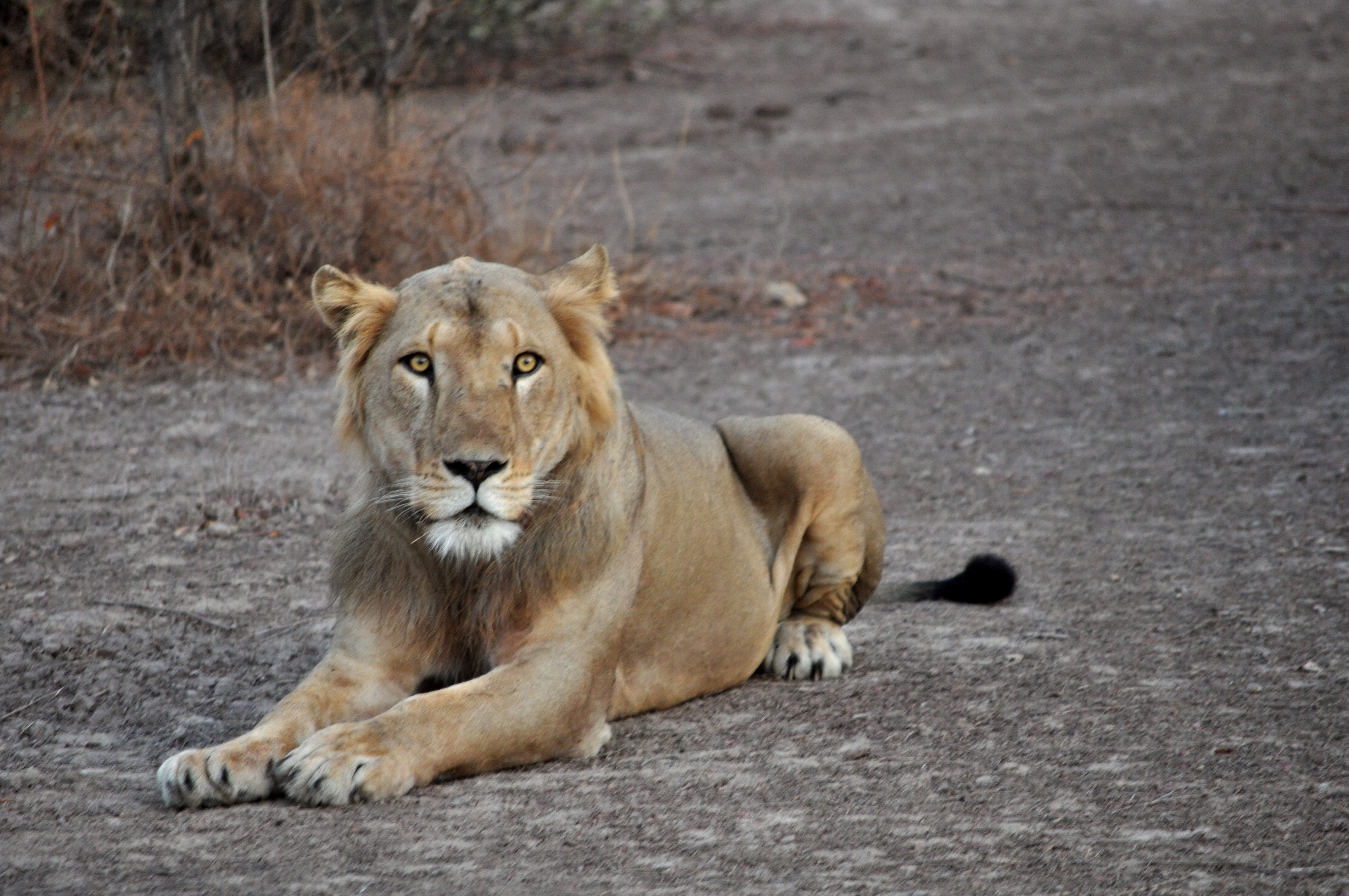
La faune sur le territoire Béninois.

### Espaces protégés
La basse vallée de l'Ouémé, la lagune de Porto-Novo et le lac Nokoué, une vaste zone humide de 91 600 ha, est reconnue d'importance internationale par la convention de Ramsar.
Le parc national du W du Niger est un parc transfrontalier du Niger, du Burkina Faso et du Bénin, au sein de la Savane soudanienne occidentale. Il abrite la dernière grande population de lions d'Afrique en Afrique de l'Ouest ; mais on y compte moins de 200 individus.

## Impacts sur les milieux naturels

### Activités humaines

#### Agriculture

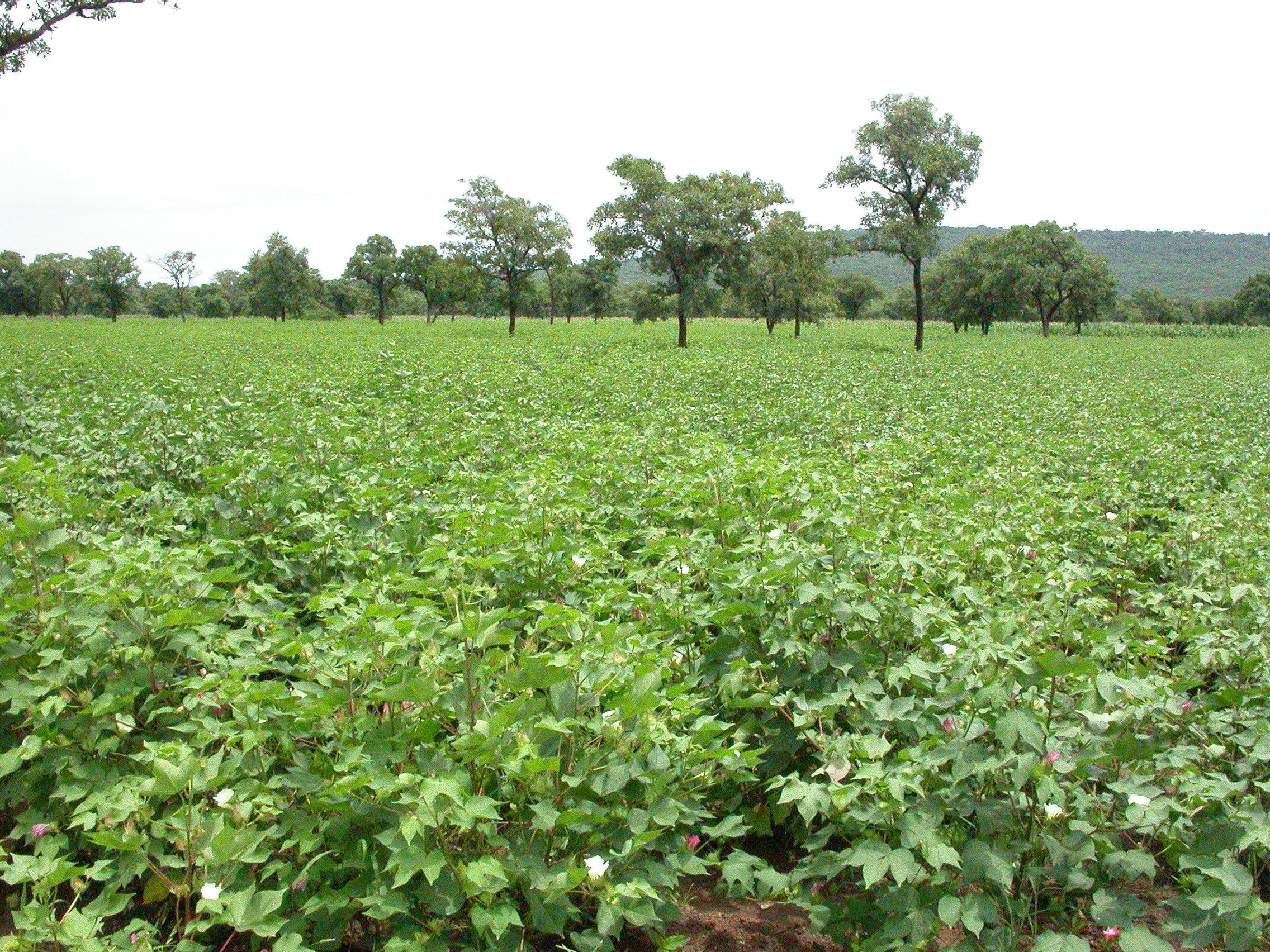
Champ de coton dans le nord du Bénin (2004).

Les principales cultures sont surtout vivrières : igname, manioc, maïs, sorgho, riz paddy, fruits et légumes.
L'élevage concerne principalement le cheptel bovin qui comptait 2 111 000 têtes, des ovins (842 000), des caprins (1 674 000), des porcins (398 000) et des volailles (17 683 000) selon les données de la Direction de l’Elevage (2012).
Le cheptel national des porcs est constamment sous la menace de la peste porcine africaine (PPA) qui sévit sous une forme enzootique.
L’élevage non conventionnel prend de l’ampleur avec un nombre de plus en plus important d’éleveurs de poules pondeuses, de lapins, d’escargots, de poulets chair et d’abeilles.

#### Chasse, pêche et braconnage

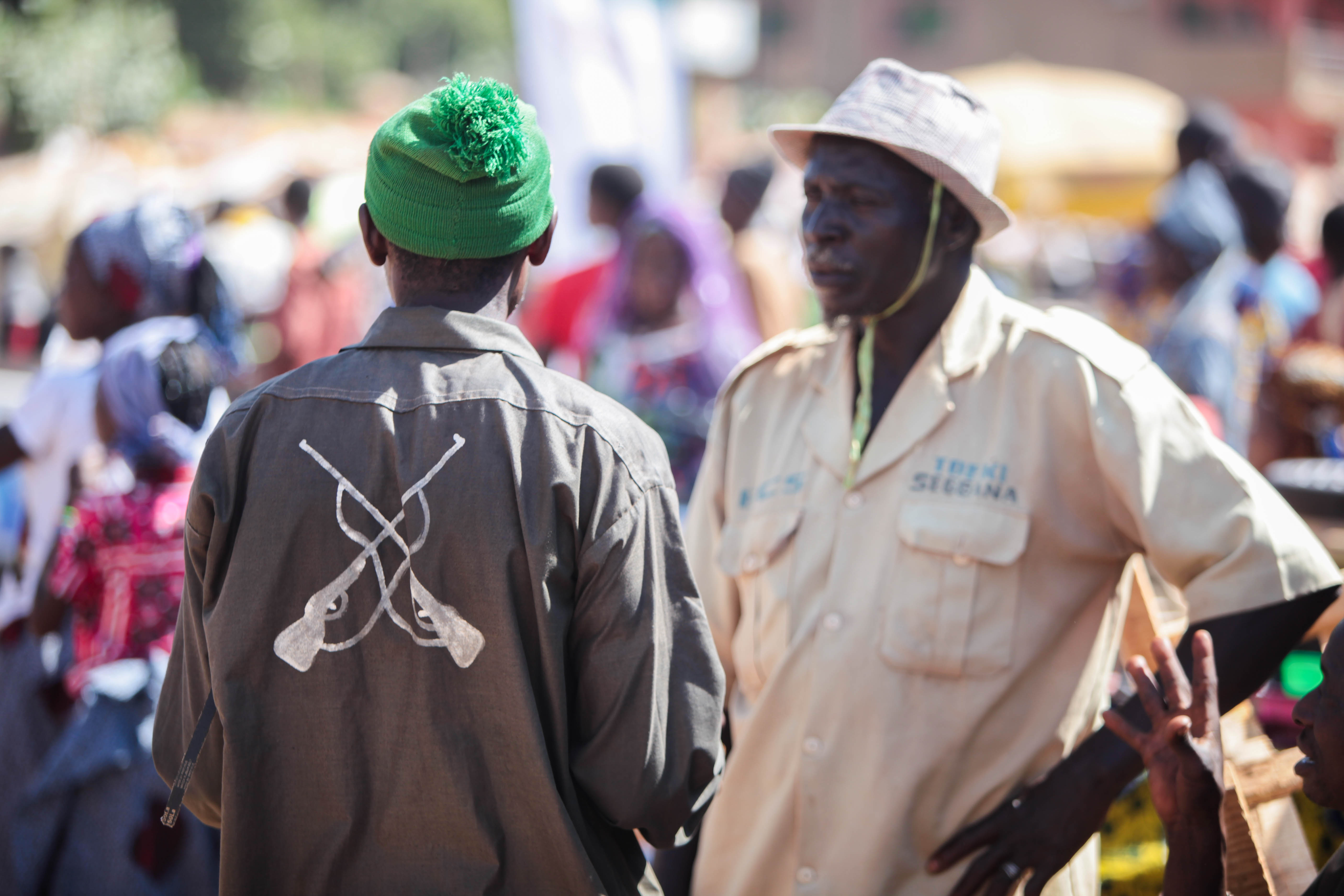
Chasseur de Tchaourou.

#### Transports

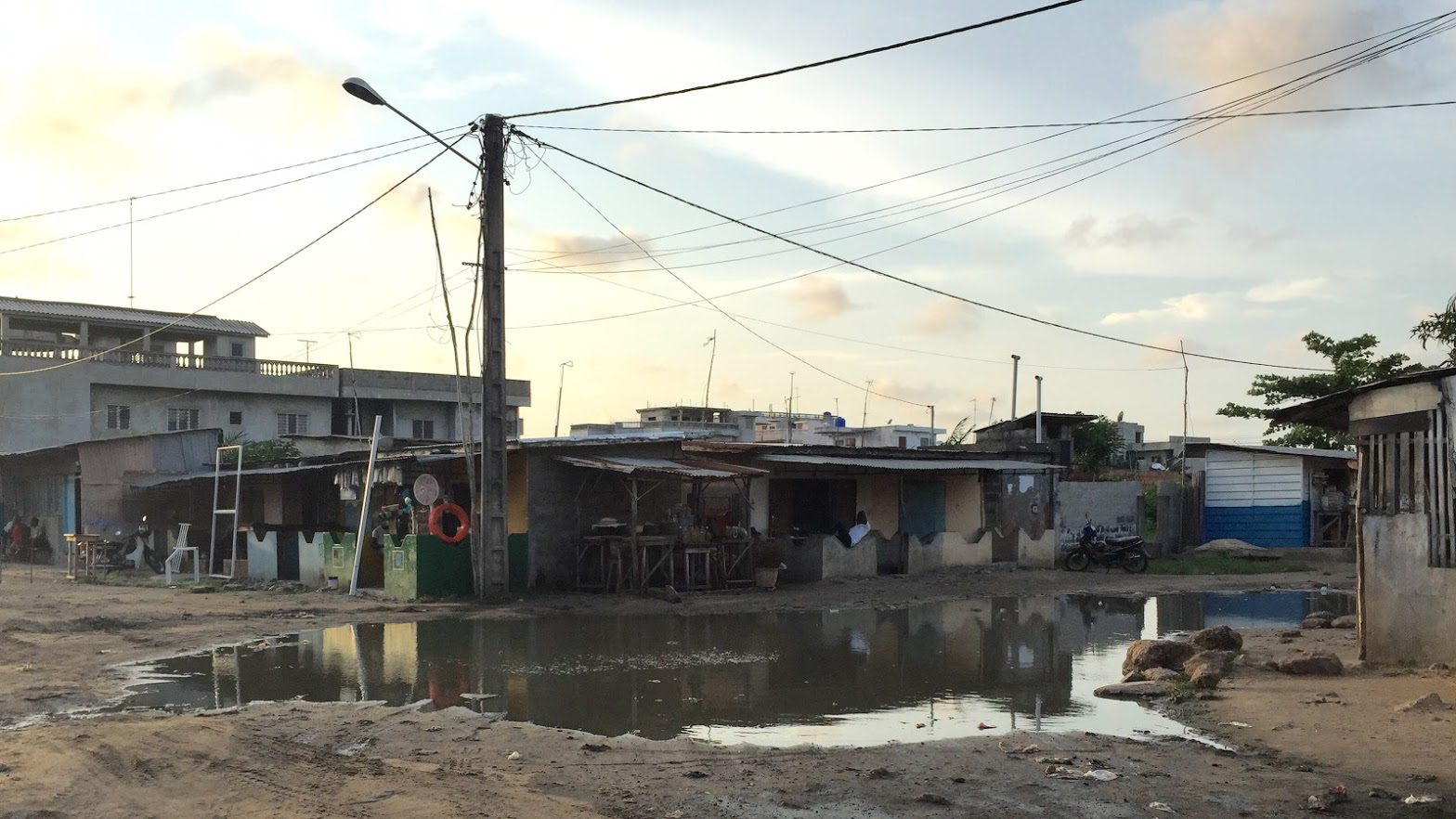
Les rues de Cotonou restent encore majoritairement faites de terre et sont peu praticables, notamment en saison humide - Quartier Avotrou. Octobre 2015.

Le pays est encore très en retard au niveau de l'aménagement du territoire. Il manque notamment d'une véritable infrastructure de transport, ce qui empêche ou ralentit grandement le développement du pays.

### Pollutions

#### La pollution de l'air
Au Bénin, il y a une station de mesure de la qualité de l'air. Cette station est située dans le 12è arrondissement de la ville de cotonou.

#### La pollution de l'eau

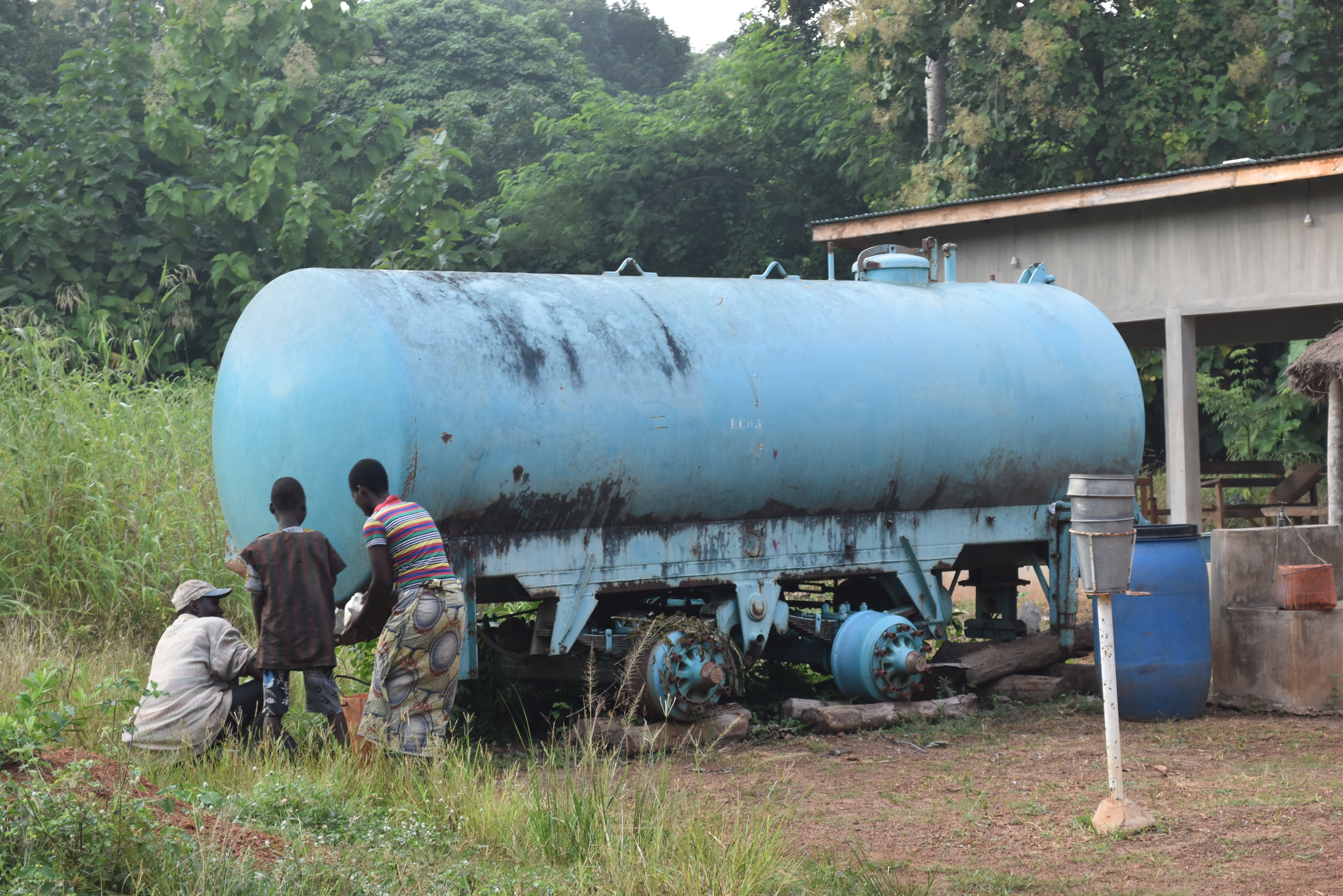
Citerne d'eau dans la commune de Lama

#### La gestion des déchets

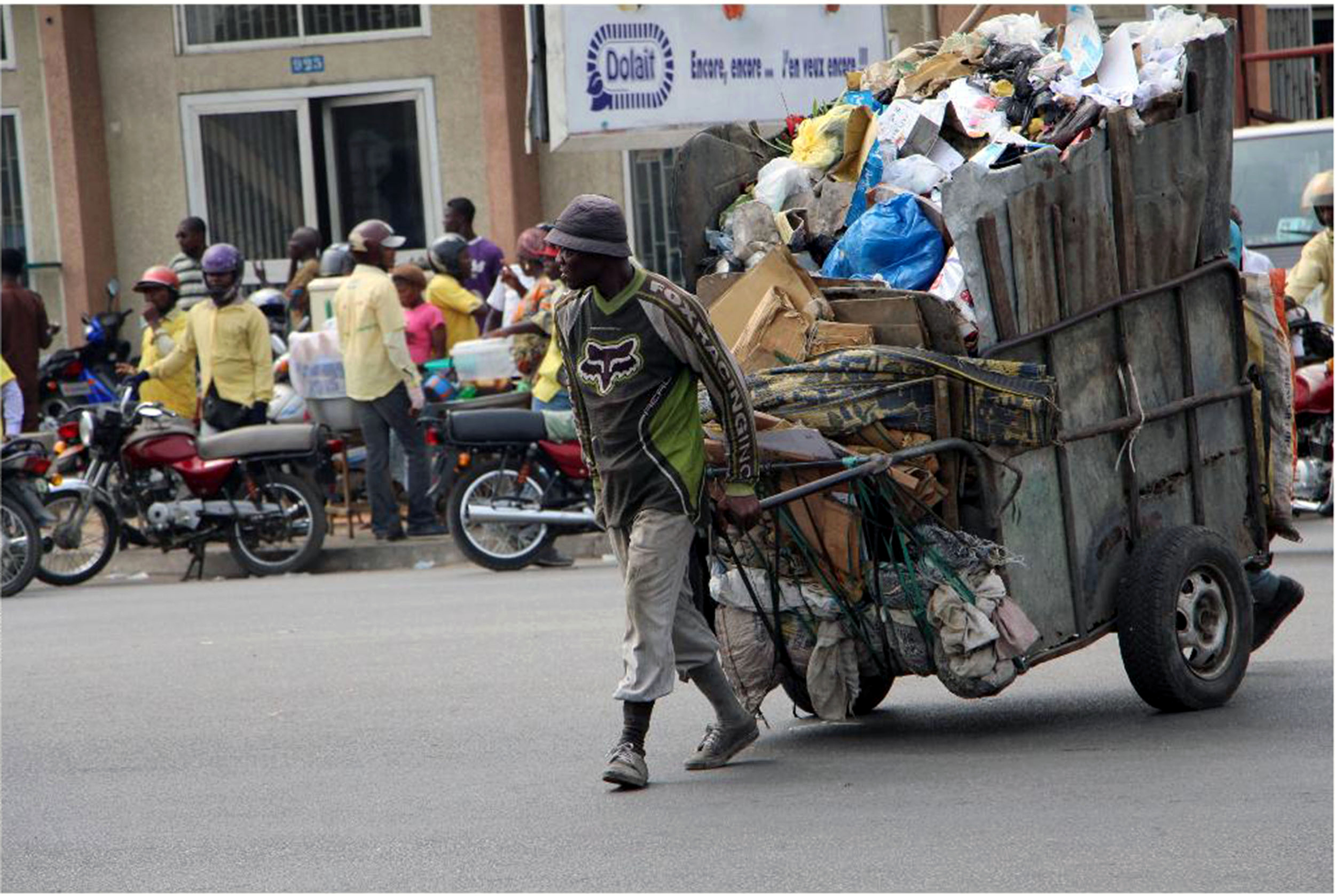
Collecte d'ordures dans les rues de Cotonou (2019).

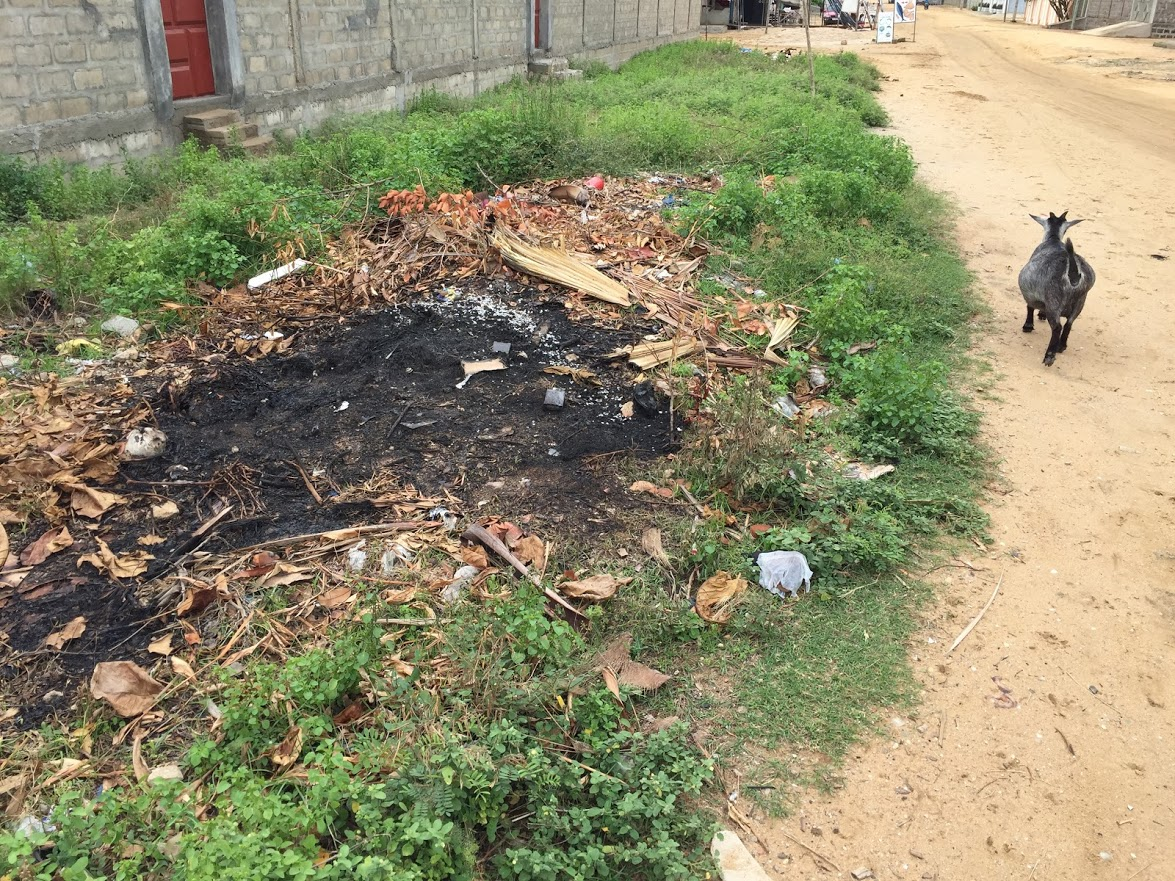
L'absence de gestion des déchets au Bénin oblige la population à entasser ses ordures au bord des routes avant d'y mettre le feu.

Un habitant d'Afrique sub-aharienne génère en moyenne 165 kg de déchets par an et par habitants en 2023 (soit nettement moins que dans les pays plus riches).
L'absence de gestion des déchets au Bénin oblige la population à entasser ses ordures au bord des routes avant d'y mettre le feu lorsque le tas devient trop important. Ces pratiques sont la source d'inévitables maladies liées à ce type de pollution.

### Impacts de l'urbanisation
La majeure partie de la population vit dans les plaines côtières méridionales, dont l'altitude ne dépasse nulle part 10 m. C'est là que les plus grandes villes du Bénin sont concentrées, notamment Porto-Novo, la capitale officielle, et Cotonou, la capitale économique et politique.

## L'exposition aux risques

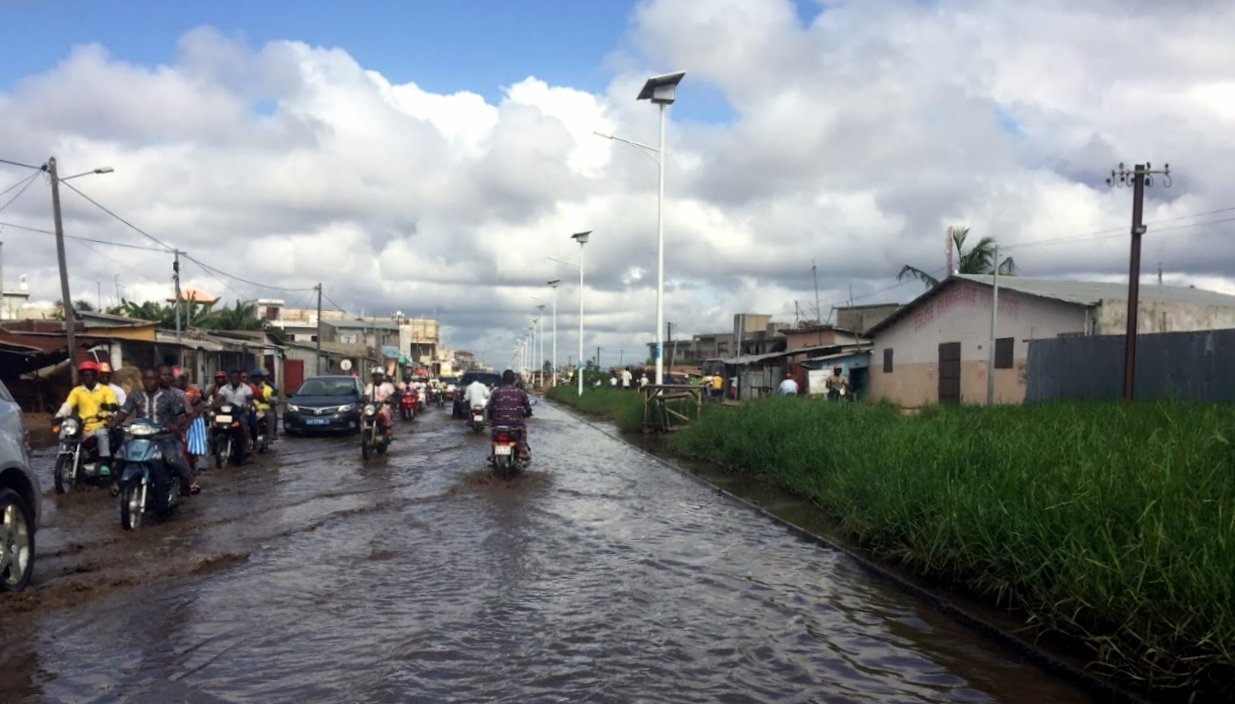
Une rue de Cotonou après la pluie (octobre 2015, durant la mousson).

Le pays connait différents risques comme les inondations, ruissellements, coulées de boue - en lien avec la mousson.

### Réchauffement climatique et érosion côtière
Les premières études pour cerner le phénomène d’érosion à l’est de Cotonou ont été réalisées en 2003 par un bureau canadien. 8 épis, qui peuvent mesurer jusqu'à 300 m de long et sont constitués d’un enrochement de quelque 60 000 tonnes de pierres de différente taille, ont été mis en place ; à cause de plusieurs aménagements du port qui se sont achevés en 2011 et de la montée des eaux liée au réchauffement climatique, ces premiers épis se sont révélés insuffisants.
Dans les quartiers d’Enagnon, Donaten et Akpakpa-Dodomè, l’érosion côtière causée par l’océan Atlantique entraîne la destruction de dizaines de maisons et provoque des pertes humaines.
Après les grandes marées particulièrement dévastatrices d’avril 2016, le gouvernement a lancé plusieurs actions pour contrer l’érosion. Après des études de modélisation des façades maritimes, un nouveau programme de protection du littoral a commencé, comprenant l’enrochement de la côte et le rechargement en sable des segments sur le littoral situé à l’est de Cotonou. Ce chantier titanesque a vu la pose de près d’un kilomètre d’épis (4,5 millions de mètres cubes) et de 600 mètres de digue immergée.

## Politique environnementale au Bénin

### Politique nationale
Au Bénin, l'environnement est un droit constitutionnel selon l'article 27 de la constitution du 11 décembre 1990 :

« Toute personne a droit à un environnement sain, satisfaisant et durable et a le devoir de le défendre. L'État veille à la protection de l'environnement. »

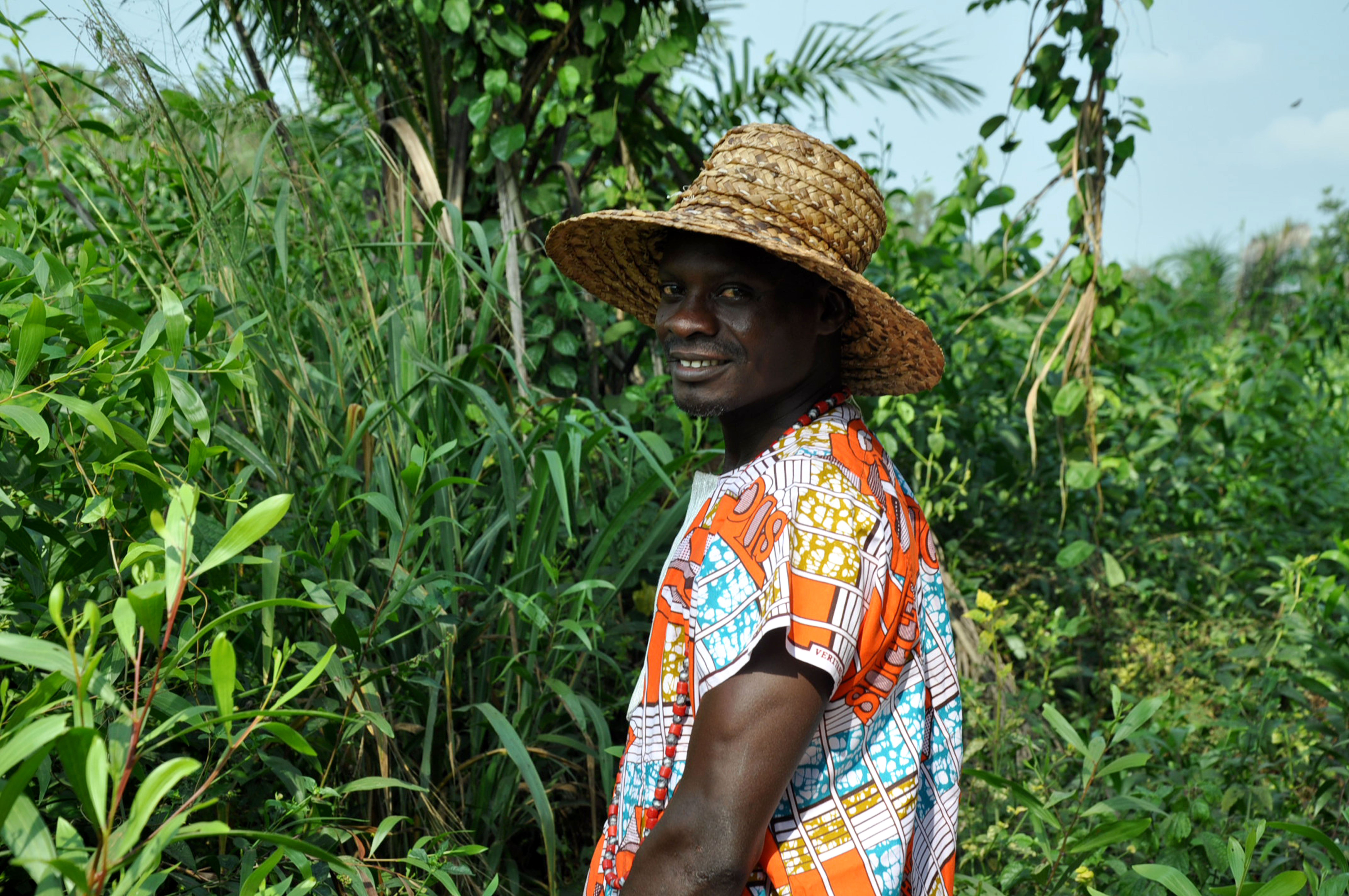
Promotion d'une économie verte (2019).

La loi-cadre du 12 février 1999 issue de cette constitution en précise les règles et objectifs du gouvernement.
Le Projet d'urgence de gestion environnementale en milieu urbain est mis en place de 2011 à 2019.
Mais depuis quelques années, le Bénin fait face à des défis environnementaux. Le nord du pays avec ses paysages de savane est touché par la désertification et le sud, par la déforestation. En 2014, 44 % de la population vivait dans les villes, alors que l’environnement urbain est vulnérable, pollué et dégradé. La politique du pays semble néanmoins se soucier de plus en plus des problèmes environnementaux. Sur le site du gouvernement, la rubrique consacrée à l'environnement est régulièrement mise à jour. En 2015, le président Thomas Boni Yayi s'était beaucoup investi dans la préparation de la Cop21. En vue des préparatifs, l'ambassade de France au Bénin avait réuni les membres du gouvernement béninois et de la communauté scientifique pour une exposition sur le thème «Océan et climat». En dépit des attentats du 13 novembre, le président se positionnait en faveur du maintien de la conférence. La délégation béninoise y comptait plus d'une centaine de personnes.  

### Résolutions environnementales
Le Code pénal béninois encadre strictement les activités liées à la faune sauvage, aux aires protégées et à l’hygiène publique où les articles 891 à 930 définissent les infractions et les sanctions applicables aux contrevenants, mettant en avant la nécessité d’une gestion durable des ressources naturelles et du cadre de vie .  En octobre 2024, le projet «Local Climate Adaptive Living Facility » ou « Facilité pour le Financement Local de l’Adaptation aux Changements Climatiques» (SAP032 LoCAL) est lancé pour renforcer la gouvernance climatique locale et de permettre l’intégration de réponses d’adaptation appropriées dans les processus de planification du développement local, d'améliorer l’accès au financement climatique au niveau local et d'augmenter la part des investissements d’adaptation dans les secteurs clés sensibles au climat (agriculture et sécurité alimentaire, santé, eau, environnement bâti), les écosystèmes et les communautés .

### Note
- (fr) Cet article est partiellement ou en totalité issu de l’article de Wikipédia en français intitulé « Environnement au Bénin » (voir la liste des auteurs).